# Estación Ramón Biaus
Ramón Biaus es una estación de ferrocarril ubicada en la localidad del mismo nombre, el partido de Chivilcoy, Provincia de Buenos Aires, Argentina.

## Historia
Fue construida por la Compañía General de Ferrocarriles en la Provincia de Buenos Aires en 1908, como parte de la vía que llegó a Patricios en ese mismo año.
En 1993 se suspendieron los servicios de pasajeros y de cargas, por lo que a partir de este momento dejaron de circular trenes por esta estación.
- Datos: Q5844428